# Dawn Olivieri
Dawn Olivieri (St. Petersburg, Florida 8 de fevereiro de 1981). É uma atriz, dubladora e modelo norte-americana.

## Filmografia

### Filmes
| Ano  | Titulo                | Personagem         |
| ---- | --------------------- | ------------------ |
| 2006 | Turistas (filme)      | Dana               |
| 2006 | The Devil's Den       | Jezebel            |
| 2008 | Dozers                | Ashley             |
| 2009 | Drop Dead Gorgeous    | Brooke             |
| 2009 | Takedown              | Jessica            |
| 2013 | Plush (filme)         | Annie              |
| 2013 | American Hustle       | Cosmo Girl         |
| 2013 | Missionary            | Katherine Kingsmen |
| 2015 | The Last Witch Hunter | Danique            |

### Televisão
| Ano       | Titulo                         | Personagem     | Nota          |
| --------- | ------------------------------ | -------------- | ------------- |
| 2005      | CSI: Crime Scene Investigation |                | 1 episódio    |
| 2006      | Las Vegas                      | Sheri          | 1 episódio    |
| 2006      | Veronica Mars                  | Maggie         | 1 episódio    |
| 2006-2008 | How I Met Your Mother          | Anna           | 2 episódios   |
| 2008      | Stargate Atlantis              | Neeva Casol    | 1 episódio    |
| 2009      | Hydra                          | Gwen Russel    | Filme Para TV |
| 2009      | Cold Case                      | Vonda Martin   | 1 episódio    |
| 2009      | Heroes                         | Lydia          |               |
| 2010      | True Blood                     | Janice Herveux | 1 episódio    |
| 2010-2011 | The Vampire Diaries (série)    | Andie Star     | 5 episódios   |
| 2012-2016 | House of Lies                  | Monica Talbot  |               |